# 14308 Hardeman
14308 Hardeman è un asteroide della fascia principale. Scoperto nel 1977, presenta un'orbita caratterizzata da un semiasse maggiore pari a 3,0025435 au e da un'eccentricità di 0,2016822, inclinata di 12,52898° rispetto all'eclittica.